# Olympische Sommerspiele 1980/Teilnehmer (Mosambik)
| Gelbes Symbol für Goldmedaillen mit stilisierten Olympischen Ringen | Graues Symbol für Silbermedaillen mit stilisierten Olympischen Ringen | Braundes Symbol für Bronzemedaillen mit stilisierten Olympischen Ringen |
| ------------------------------------------------------------------- | --------------------------------------------------------------------- | ----------------------------------------------------------------------- |
| —                                                                   | —                                                                     | —                                                                       |

Mosambik nahm an den Olympischen Sommerspielen 1980 in Moskau mit einer Delegation von 14 Sportlern (zwölf Männer und zwei Frauen) teil. Ein Medaillengewinn gelang keinem der Sportler.

## Teilnehmer nach Sportarten

### Leichtathletik
Männer
- Dias Alface
10.000 m: Rennen nicht beendet

- Eduardo Costa
100 m: Vorläufe

- Abdul Ismail
110 m Hürden: Vorläufe

- Pedro Mulomo
5000 m: Vorläufe

- Constantino Reis
200 m: Vorläufe

- Vicente Santos
1500 m: Vorläufe

- Stélio Craveirinha
Weitsprung: in der Qualifikation ausgeschieden

Frauen
- Acacia Mate
400 m: Vorläufe
800 m: Vorläufe

- Ludovina de Oliveira
Diskuswurf: in der Qualifikation ausgeschieden

### Schwimmen
- Pedro Cruz
100 Meter Rücken: 33. Platz

- Raimundo Franisse
100 Meter Rücken: 29. Platz
200 Meter Rücken: 24. Platz

- Ntewane Machel
200 Meter Freistil: 37. Platz

- Edgar Martins
100 Meter Freistil: 39. Platz

- Rogerio Silva
100 Meter Brust: 25. Platz